# Гари Бюси
Гари Бюси (на английски: Gary Busey) е американски актьор.

## Биография
Гари Бюси е роден на 29 юни 1944 г. в Гус Крийк, сега Бейтаун, Тексас. Той израства в семейството на инженер дизайнер и домакиня. Завършва гимназията Натан Хейл в град Тълса, Оклахома през 1962 г. Записва се в университета в Питсбърг. По време на следването си сериозно се занимава със спорт, включително американски футбол. В университета Гари започва да се интересува от актьорско майсторство. След това се прехвърля в Университета в Оклахома, като прекъсва година преди дипломирането си.

## Избрана филмография
| година | филм                       | оригинално заглавие        | роля                       | режисьор                     |
| ------ | -------------------------- | -------------------------- | -------------------------- | ---------------------------- |
| 1978   | Изпитателен срок           | Straight Time              | Уили Дарин                 | Улу Гросбард                 |
| 1987   | Смъртоносно оръжие         | Lethal Weapon              | Г-н Джошуа                 | Ричард Донър                 |
| 1990   | Хищникът 2                 | Predator 2                 | Специален агент Питър Кейс | Стивън Хопкинс               |
| 1991   | Точка на пречупване        | Point Break                | Анджело Папас              | Катрин Бигълоу               |
| 2006   | Долината на вълците - Ирак | Valley of the Wolves: Iraq | Доктор                     | Сердар Акар, Садулах Сентюрк |